# 番茄切盤
番茄切盤是臺灣南部冰果店常見的特色小吃，多稱為「薑汁番茄」。使用臺灣常食用的黑柿番茄切塊後，佐以特殊沾醬來食用。

## 做法
黑柿番茄洗淨後切大塊置於盤上。將臺灣南部甜口味的醬油膏，加上水、太白粉、梅粉、老薑泥、砂糖粉拌勻後置入小碗或較深的佐料碟做為沾醬。有些店家亦會再加入甘草粉增加風味。